# Олімпос

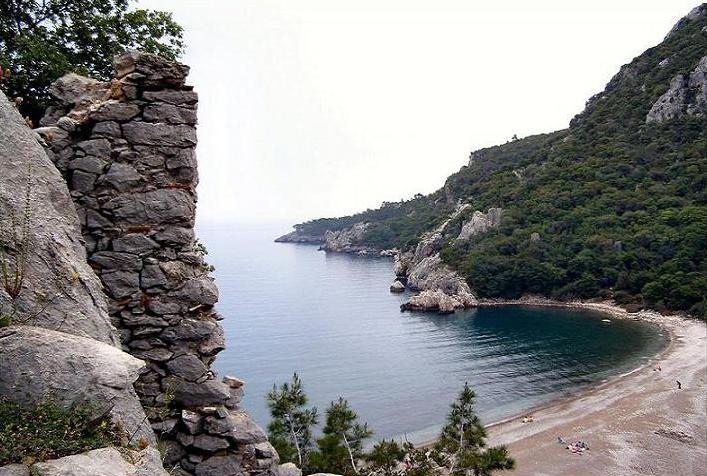
Пляж на узбережжі давнього Олімпоса

36°24′10″ пн. ш. 30°28′28″ сх. д. / 36.40278° пн. ш. 30.47444° сх. д.
Олімпос — давнє еллінське поселення в Лікії, згодом — піратський порт. Знаходиться на узбережжі Середземного моря в бухті Чиралі, Туреччина, за 70 км від м. Анталія.

## Історія
Античне місто  було засноване греками в ущелині поблизу затоки у II ст. до н. е. Стало членом Лікійської ліги і відігравало значну роль у розвитку регіону. У 42 році до н. е. перейшов під владу римлян, які значно розбудували і зміцнили місто. Саме в римський період місто досягло найбільшого розквіту. За часів правління римлян в Олімпосі були побудовані римські лазні (на той момент найбільші в регіоні), римська церква і ряд інших побудов, які практично не збереглися. 
В Олімпосі був власний водопровід і міст через річку, яка розділяла місто на дві частини (до наших днів залишилися лише руїни мосту). Крім цього в Олімпосі був театр і кілька храмів, а також античні некрополі. 
Вхід в бухту охороняли дві сторожові фортеці, які були споруджені на крутому скелястому схилі. Фрагменти сторожових фортець збереглися і їх можна оглянути під час екскурсії Олімпосом. Крім фортець збереглися залишки порту та фортечних мурів.
Пізніше, під час Візантійської імперії місто втрачає своє значення і мешканці покидають його. Набіги арабів у VII ст. також цьому посприяли .

## Географія

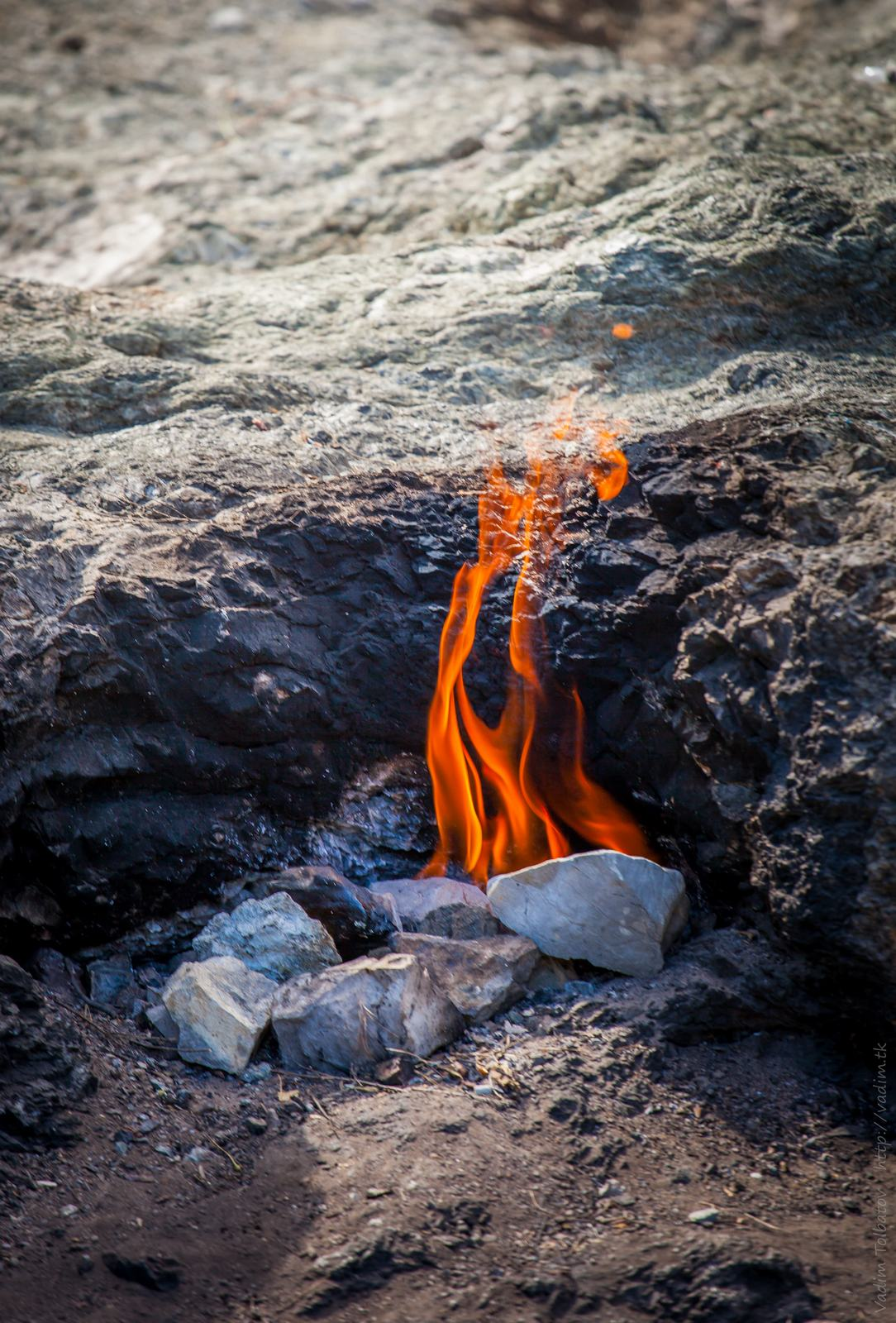
Вогні Химери

Гора Олімпос у Туреччині більш відома під назвою Тахтали й являє собою візитівку Кемеру. Вона є складовою частиною гірської системи Західного Тавра. Це домінуюча вершина Національного парку Олімпос. Парк має територію, що займає кілька десятків тисяч гектарів. Природа національного парку, відгороджена потужним гірським хребтом від материкової частини Туреччини, унікальна своєю первозданністю. 
Флора в парку представлена трьома яскраво вираженими зонами: альпійські луки, соснові прибережні і гірські кедрові ліси, в яких сповна водяться дикі кабани і черепахи, а в більш віддалених від населених пунктів районах можна зустріти лисиць, вовків, гієн, шакалів, рисей і диких кіз.

## Химера
Гора оповита безліччю легенд. В одній з них розповідається, що вигнаний в Лікію герой Беллерофонт, син коринфського царя Главка, вбив Химеру - чудовисько з головою лева, тулубом козла і хвостом змії своєю стрілою і кинув її всередину гори Олімпос, і з того часу там спалахує полум'я 365 днів в році. Саме ця гора згадується Гомером в «Іліаді».
Насправді ж, на невеликій ділянці з її схилу постійно виходить природний газ. Це звичайний метан, з домішкою речовини, яка загоряється на повітрі. Там постійно горить  кілька десятків таких факелів. Місце це відомо було з глибокої давнини і газ горить принаймні останні кілька тисяч років. "Смолоскипи" іноді змінюють свою інтенсивність і місце горіння, деякі загасають, оскільки схилом тече невеличкий струмок, деякі загоряються знову.

## Галерея

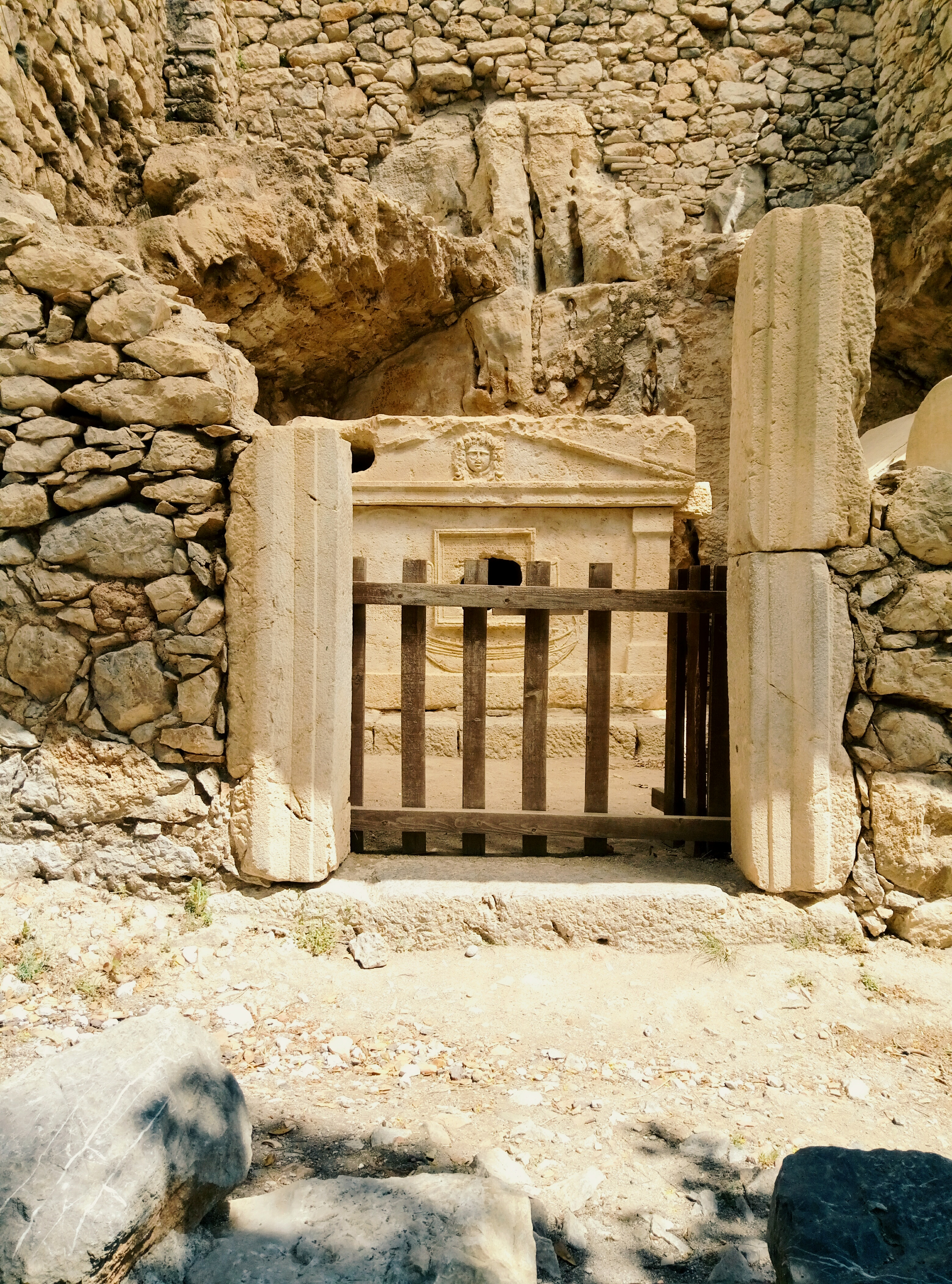
Некрополь, Олімпос

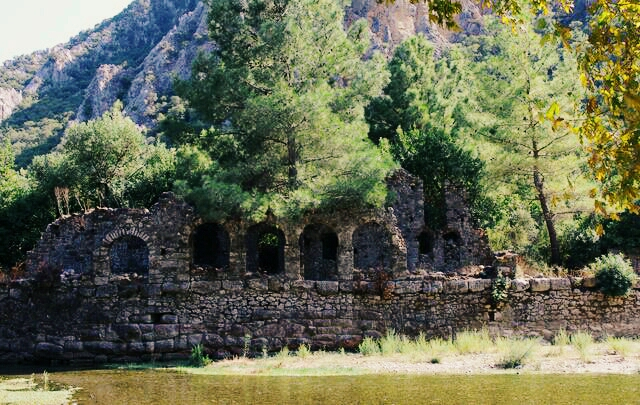
Набережна в Олімпосі

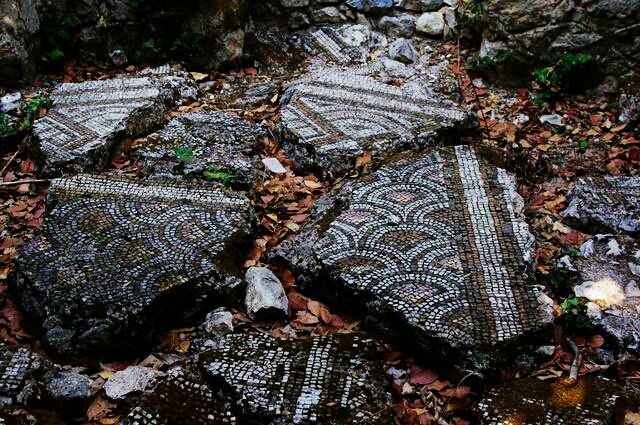
Фрагменти настінної мозаїки в Олімпосі

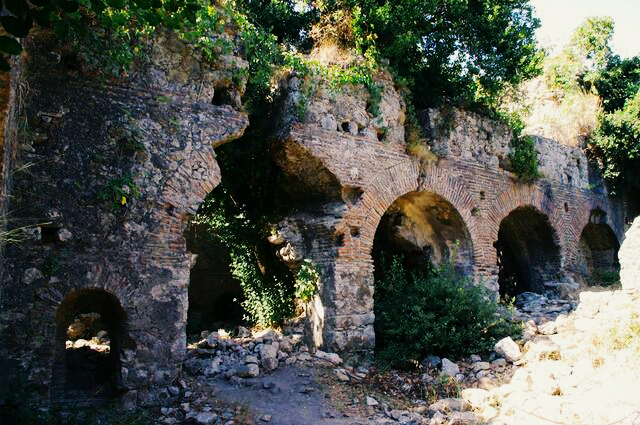
Вид зблизька на руїни римської лазні в Олімпосі

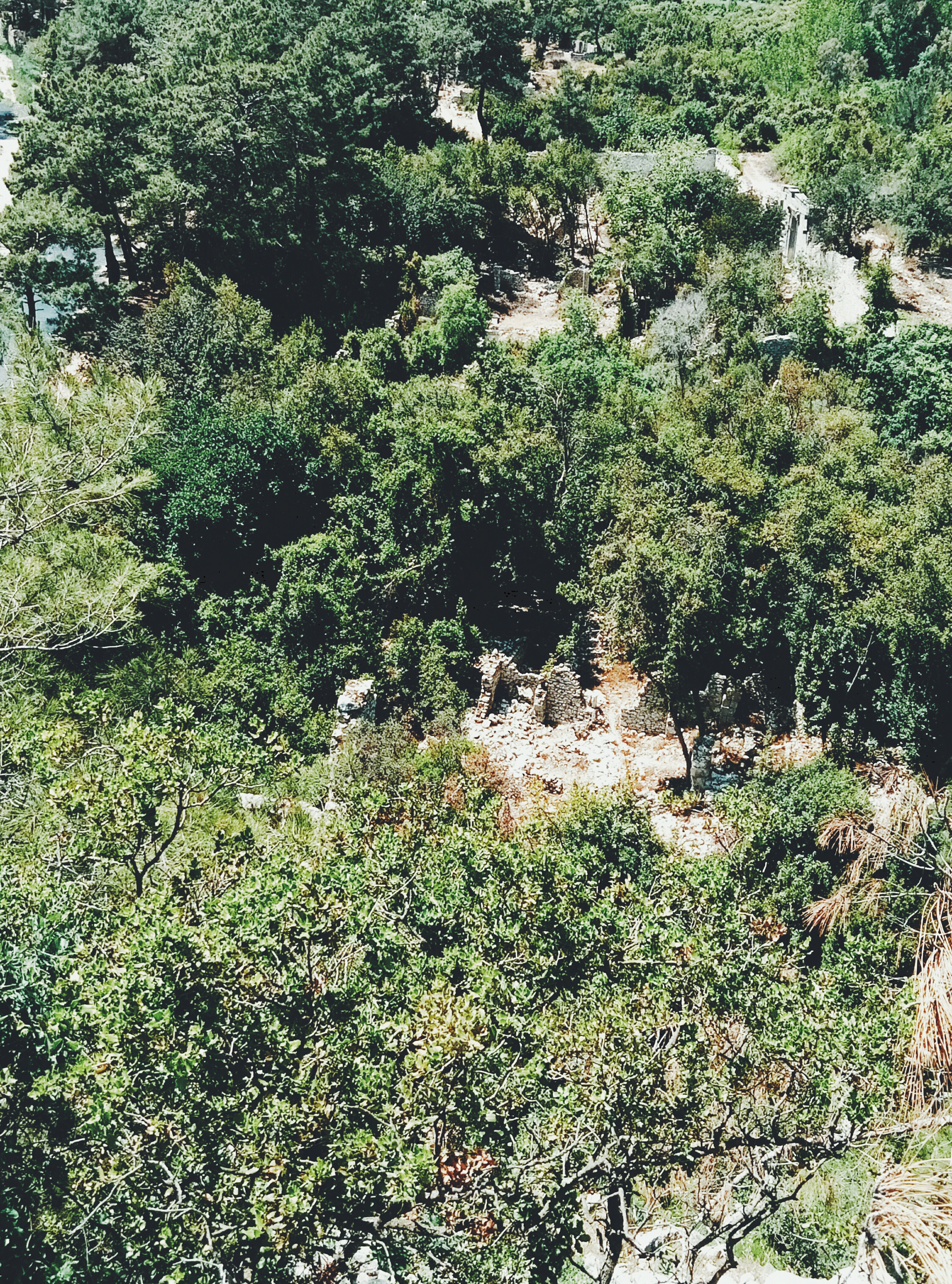
Вид на місто Олімпос зі старої фортеці

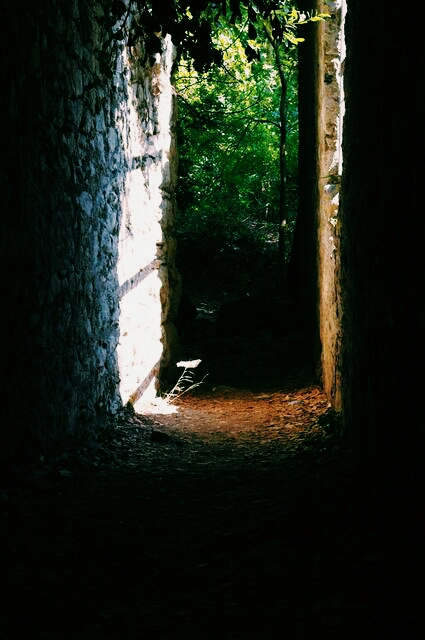
Давня вуличка, Олімпос

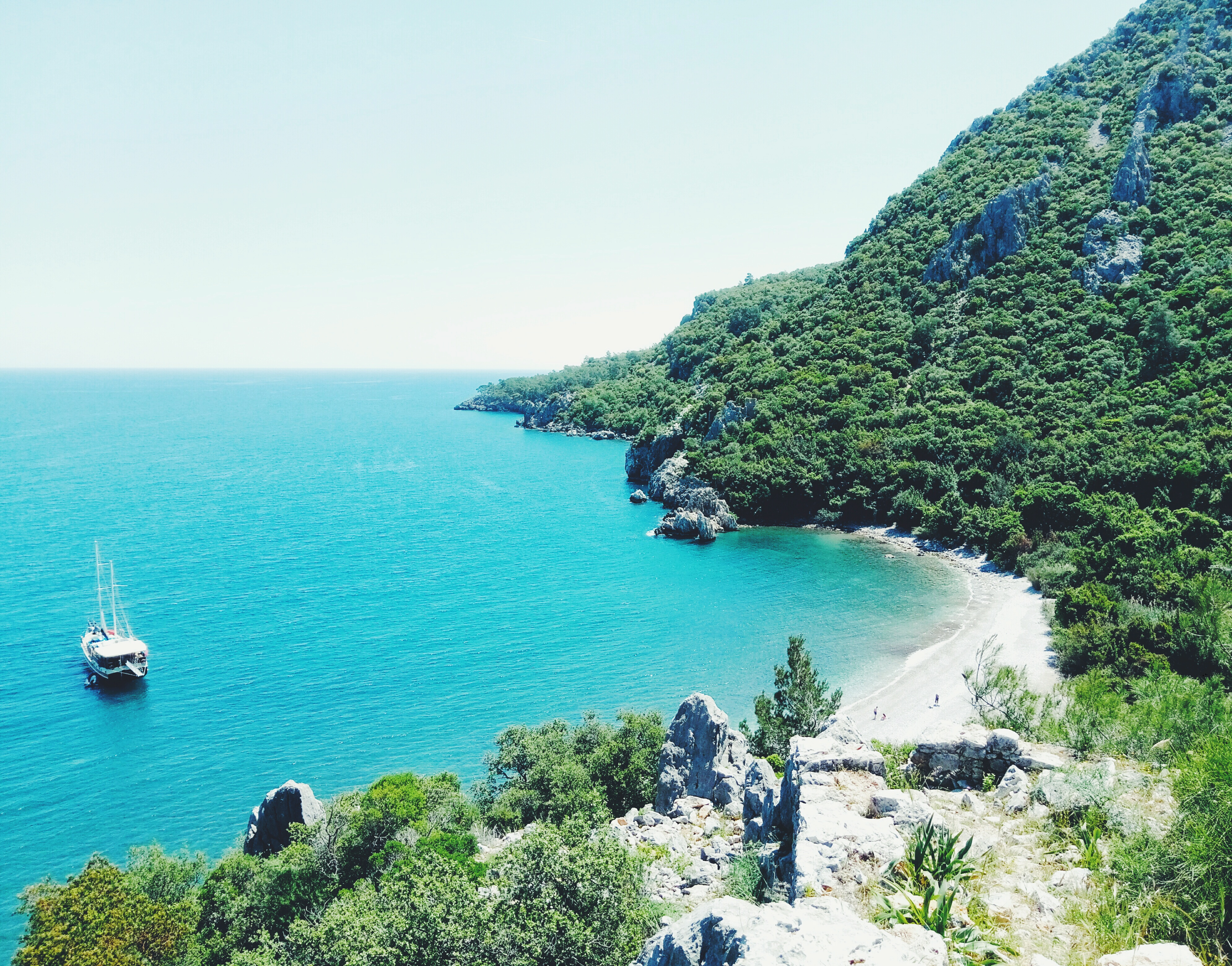
Вид на Середземне море з руїн фортеці на вершині Олімпоса

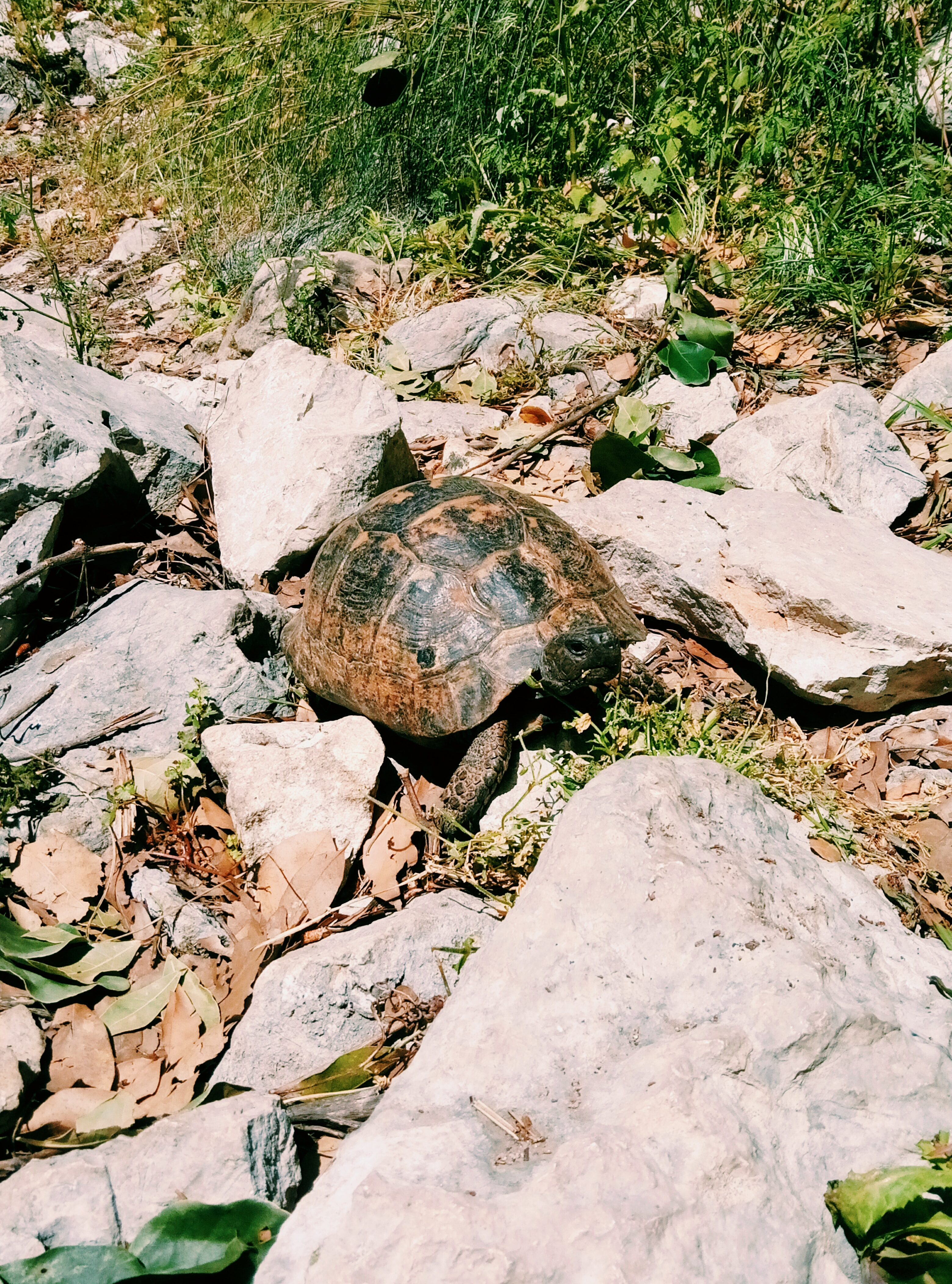
Черепаха на території парку Олімпос